# Florian Dagn
Florian Dagn (* 10. Dezember 1999) ist ein österreichischer Nordischer Kombinierer.

## Werdegang
Dagn absolvierte seine ersten internationalen Wettkämpfe im Rahmen der Nordischen Skispiele der OPA 2014 in Gérardmer. Während er Dreizehnter im Schülerwettkampf wurde, belegte er einen Tag später gemeinsam mit dem Team den siebten Platz. In den folgenden Jahren nahm er regelmäßig an Wettbewerben der OPA teil, wobei er mehrfach das Podest des Alpencups erreichte und die Silbermedaille mit dem Team bei den Nordischen Skispiele 2015 in Seefeld gewann. Im Februar 2016 trat der mehrfache österreichische Jugendmeister bei den Olympischen Jugend-Winterspielen in Lillehammer teil, verpasste als Vierter im Gundersen-Einzel jedoch knapp die Medaillenränge. Zusammen mit Julia Huber und Clemens Leitner gewann er die Bronzemedaille beim Skisprung-Mixed-Team-Wettkampf. Zehn Tage später wurde Dagn gemeinsam mit Noa Ian Mraz, Samuel Mraz und Bernhard Flaschberger erstmals Juniorenweltmeister bei den Nordischen Junioren-Skiweltmeisterschaften in Râșnov.
Zu Beginn des Winters 2016/17 trat Dagn in Klingenthal im Continental Cup an. Bereits bei seiner zweiten Teilnahme an einem Continental-Cup-Wettbewerb erreichte er den dritten Platz. Zwei Tage später verpasste er als Zweiter erneut knapp seinen ersten Sieg. Aufgrund dieser Leistungen wurde Dagn Mitte Januar 2017 ins Weltcup-Team berufen. Bei seinem Debüt im Val di Fiemme ging er allerdings nach einem guten Sprungdurchgang nicht beim Langlauf an den Start. Nachdem er wenige Wochen später erneut die Goldmedaille mit dem Team bei den Nordischen Junioren-Skiweltmeisterschaften in Park City gewonnen hatte, stellte sich Dagn im restlichen Saisonverlauf nur noch bei unterklassigen Wettbewerben der Konkurrenz.
Im Continental Cup 2017/18 platzierte sich Dagn mehrmals auf den vorderen Rängen und beendete die Saison schließlich auf dem achtzehnten Platz der Gesamtwertung. Bei den Nordischen Junioren-Skiweltmeisterschaften 2018 in Kandersteg verteidigte Dagn erneut den Juniorenweltmeistertitel mit dem Team. Darüber hinaus belegte er den siebten Platz im Gundersen Einzel über zehn Kilometer, was sein bestes Einzelresultat bei Juniorenweltmeisterschaften darstellte. Ein Jahr später gewann er bei den Nordischen Junioren-Skiweltmeisterschaften in Lahti die Bronzemedaille mit dem Team. Zwar hatte Dagn im Einzel mit Formschwächen zu kämpfen, doch konnte er im Februar 2019 gemeinsam mit Philipp Orter, Christian Deuschl und Paul Gerstgraser seinen ersten Continental-Cup-Sieg im Team feiern. Sein letztes internationales Rennen absolvierte Dagn im Rahmen des Continental Cups am 19. Dezember 2021 mit dem 27. Platz in Ruka.

## Persönliches
Dagn besuchte das Bundesgymnasium und Sportrealgymnasium HIB Saalfelden. Er wohnt momentan in Reith bei Kitzbühel.

## Erfolge

### Continental-Cup-Siege im Team
| Nr. | Datum           | Ort      | Disziplin             |
| --- | --------------- | -------- | --------------------- |
| 1.  | 9. Februar 2019 | Eisenerz | Staffel Normalschanze |

## Statistik

### Continental-Cup-Platzierungen
| Saison  | Platz | Punkte |
| ------- | ----- | ------ |
| 2016/17 | 19.   | 213    |
| 2017/18 | 18.   | 211    |
| 2018/19 | 47.   | 073    |
| 2019/20 | 56.   | 035    |
| 2020/21 | 48.   | 034    |
| 2021/22 | 95.   | 004    |